# Bawo & Dotter
A Bawo & Dotter egy porcelánnal foglalkozó New York-i cég volt.

## Története
A Bawo & Dotter céget New Yorkban az 1860-as években alapították a limoges-i francia porcelánnak az Amerikai Egyesült Államokba való importálására. A cég az 1870-es években Limoges-ban porcelándíszítő céget alapított, The Elite Works néven.
A cég 1896-től maga is gyártott porcelánokat. Az első világháború kezdetén, 1914-ben, a termelés félbeszakadt, ám folytatódott a világháború befejezése után. 
A cég életében a következő lényeges változás az 1920-as évek elején következett be, amikor a Bawo and Dotter cég átvette Guillaume Guérin (angolosan William Guérin) cégét, és egyetlen cégben olvadt össze vele Guérin-Pouyat-Elite Limited néven. A cég egészen 1932-ig termelt. 
A budapesti Iparművészeti Múzeum honlapján látható a cég egykori csehszlovákiai leányvállalatának (telephelye: Steinschönau - Senov Kamenicky) néhány gyártmánya (tányérok, vázák, tálak, kisplasztikák stb.).
A cég termékeinek egyes példányai "Bawo & Dotter Limoges" vagy "Bawo & Dotter Elite Works" néven feltűnnek aukciókon még a 21. század elején is.